# Ichnusella eione
Ichnusella eione är en kräftdjursart som beskrevs av Cottarelli 1971. Ichnusella eione ingår i släktet Ichnusella och familjen Cylindropsyllidae. Inga underarter finns listade i Catalogue of Life.